# Dasylophia improvisa
Dasylophia improvisa är en fjärilsart som beskrevs av Paul Dognin 1923. Dasylophia improvisa ingår i släktet Dasylophia och familjen tandspinnare. Inga underarter finns listade i Catalogue of Life.